# Едуар Мішлен
Едуа́р (Едуа́рд) Мішле́н (фр. Édouard Michelin, 23 липня 1859, Клермон-Ферран, Франція — 25 серпня 1940, Орсін, Франція) — французький промисловець, інженер, бізнес-магнат. Брат відомого інженера Андре Мішлена.

## Біографія
Народився в Клермон-Феррані (Франція). Едуар та його старший брат Андре Мішлен працювали співдиректорами компанії Michelin.
Здавалося, Едуару судилося зробити кар'єру художника, але близько 1888 року він та його брат Андре повернулися до Клермон-Феррана, щоб спробувати врятувати невдалий сімейний бізнес, діяльність якого тоді була заснована на виробництві сільськогосподарських інструментів, приводних ременів та шлангів. У 1889 році він значно вдосконалив конструкцію пневматичної шини для велосипедів, зробивши шини легшими для заміни та ремонту. Винахід довів свою цінність на веломарафоні Париж — Брест, організованому газетою Le Petit Journal у вересні 1891 р., і Мішлен швидко адаптував свої надувні шини для використання на автомобілі у Франції, яка стала їх провідним світовим виробником. Успіх швидко прийшов, і вже в 1896 році приблизно 300 таксі Парижа курсували на пневматичних шинах Michelin. Його компанія продовжила величезний ріст, слугуючи молодій галузі на рубежі століть і не тільки.
У драматичні тижні, що відбулися після вторгнення Німеччини у травні-червні 1940 р., світові події затьмарили смерть Едуара Мішлена. А проте, до смерті він створив компанію Michelin як головну промислову силу, в якій було багато «перших» технологій коліс і шин. У 1934 році він був куратором придбання (згодом збанкрутілого) бізнесу Citroën: разом зі своїм сином П'єром та їхнім другом П'єром-Жулем Буланже він забезпечив собі позицію одного з найбільш інноваційних автовиробників в Європі в 1940-х та 1950-х роках, виробляючи такі моделі, як Citroën Traction, революційний легкий фургон Citroën TUB / TUC та 2CV, підготовлені до введення на автосалоні в Парижі 1939 р.: (який був скасований в короткий термін, війна спричинила затримку запуску маленької машини).
Едуар та його брат Андре були введені в Автомобільний Зал Слави в Дірборні, штат Мічиган, у 2002 році.

## Особисте життя
У 1894 році він одружився з Терезою Вольф, дочкою відомого паризького виробника фортепіано.
Едуар Мішлен прожив довге життя. Він зазнав багато особистих трагедій: померло два його сини, Етьєн Мішлен, який загинув в авіакатастрофі в 1932 році, і П'єр Мішлен, який загинув в дорожньо-транспортній пригоді поблизу Монтаржі в 1937 році. Як і багато промисловців, Мішлен був членом антисемітського табору проти Дрейфуса під час політичної суєти навколо справи Дрейфуса у Франції на початку століття.
Його правнука, колишнього генерального директора та керівника-партнера групи Michelin, який загинув 26 травня 2006 року в аварії на човні, також назвали Едуаром.